# Chronologie de l'Irlande
Pour un article rédigé, voir Histoire de l'Irlande.
Cet article retrace la chronologie de l’Irlande.

## Mésolithique et néolithique

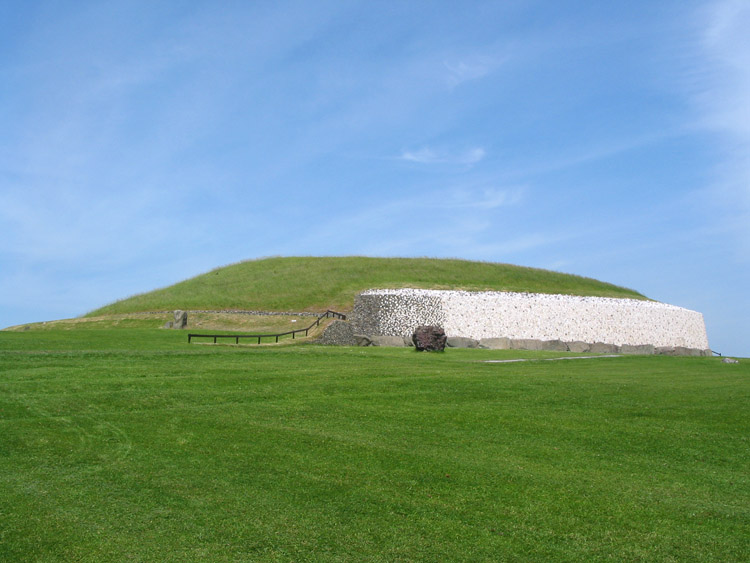
Tumulus de Newgrange

- autour de -16000 : pendant la dernière glaciation, l’Irlande est couverte de glace.
- autour de -12000 : la préhistoire débute en Irlande[1].
- autour de -9000 : arrivée des premiers hommes en Irlande, des ossements de cette période sont retrouvés dans le comté de Waterford.
- autour de -6500 : des chasseurs-cueilleurs occupent des sites comme celui du Mount Sandel près de Coleraine.
- autour de -4000 : débuts de l'agriculture en Irlande (outils en pierre polie). On en trouve trace dans des sites comme Céide Fields dans le comté de Mayo.
- autour de -3500 : les populations néolithiques de la vallée de la Boyne construisent un ensemble de tumulus, de mégalithes et d'enclos préhistoriques.

## Bronze et age de fer
- autour de -2000 : les technologies de l’âge du bronze commencent à arriver en Irlande : moulage de haches plates de type Ballybeg, débuts des mines de cuivre à Mount Gabriel dans le comté de Cork ou à l’île de Ross près de Killarney[2].
- autour de -500 : pendant l’âge du fer en Irlande, l’influence des Celtes dans l’art, le langage et la culture commence à se faire sentir[3].
- vers -350 : première occupation du site de la forteresse de Dun of Drumsna dans le Comté de Roscommon.
- autour de -300 : meurtre de l’homme de Clonycavan.
- autour de -200 : l’influence de la Tène en provenance de l’Europe continentale se retrouve sur la pierre de Turoe à Bullaun dans le comté de Galway[4].
- autour de -100 : travaux d'agrandissement du site d'Emain Macha déjà occupé au Néolithique.

- autour de 100 apr. J.-C. : construction d’une série de sites défensifs connus sous le nom de Black Pig's Dyke entre les provinces d’Ulster et de Connacht.
- autour de 140 : la Géographie de Ptolémée apporte la première référence écrite d’une agglomération existante dans la région de Dublin en faisant référence à une zone de peuplement prenant le nom d’Eblana Civitas.
- autour de 400 : Niall Noigiallach, personnage semi-historique de la mythologie celtique irlandaise, est considéré comme l'ancêtre des Uí Néill. Il aurait régné au Ve siècle à Tara et aurait été un des derniers rois païens avant l’évangélisation hagiographique de l’île par saint Patrick.
- 431 : Palladius est envoyé en Irlande par le pape Célestin[5],[6].
- 432 : selon les Annales d'Ulster, saint Patrick retourne en Irlande[7]. (Cette date n'est pas certaine).

## Moyen Âge
- 795 : premier raid viking sur l'île de Rathlin (Rechru)[8].
- 830 : Óengus de Tallaght (en) rédige le Martyrology of Tallaght dont le prologue parle des derniers vestiges du paganisme sur l'île.
- 837 : 
  - deux flottes norvégiennes, de soixante navires chacune, remontent la Boyne et la Liffey[9].
  - fondation de Dublin par les Vikings.
- 839 : une flotte norvégienne arrive dans le Lough Neagh et lance des raids sur tout le Nord-Est de l'île dans les deux années qui suivent[9].
- 841 : les Norvégiens établissent leurs premières bases permanentes (longphoirt) à Dublin et à Linn Duachaill[10].
- 848 : l'ard rí Maél Sechnaill remporte une grande victoire sur les Norvégiens[11].
- 849 : la première flotte danoise arrive en Irlande[12].
- 853 : Amlaíb (Oláfr le Blanc), « fils du roi de Lochlann », arrive en Irlande[12].
- 902 : Dublin est prise et détruite par les rois de Brega[13].
- 917 : deux petits-fils d'Ivarr, Ragnall (Rognvald) et Sitriuc (Sigtryggr) arrivent en Irlande. Le second reprend Dublin[14].
- 980 : le roi de Dublin Amlaíb Cuarán (Oláfr Kvaran) est vaincu par l'ard rí Maél Sechnaill mac Domnaill. Il abdique pour se retirer à Iona[15].
- 989 : le roi de Dublin Gluniarian verse tribut à Maél Sechnaill mac Domnaill. Cette date (ou celle de 988) est communément reconnue comme marquant la fondation de la ville de Dublin.
- 997 - 1826 : utilisation de la première livre irlandaise
- 1014 : le roi de Leinster Máel Mórda mac Murchada et son allié, le roi de Dublin Sigtryggr Silkiskegg, sont vaincus par Brian Boru à la bataille de Clontarf le 23 avril. Cette date marque traditionnellement le début du déclin des Vikings irlandais[16].
- 1167 : le roi de Leinster Diarmait Mac Murchada est déposé par l'ard rí Ruaidri Ua Conchobair. Il fait appel au roi d'Angleterre Henri II pour reconquérir son royaume.
- 1169 : les mercenaires cambro-normands de Richard FitzGilbert, au service de Diarmait Mac Murchada, débarquent à Wexford.
- 1171 : Henri II débarque à Waterford et se proclame Seigneur d'Irlande.
- 1175 : le traité de Windsor, signé le 6 octobre, consolide l'influence normande en Irlande.
- 1183 : Ruaidri Ua Conchobair est déposé[17].
- 1297 : fondation du Parlement d'Irlande.
- 1315 : Édouard Bruce débarque en Irlande pour y saper la puissance anglaise.
- 1315-1317 : La grande famine qui frappe l'Europe n'épargne pas l'Irlande.
- 1318 : Édouard Bruce est vaincu et tué à la bataille de Faughart.
- 1348 : l'Irlande est touchée par la peste noire.
- 1366 : le pouvoir anglais fait adopter les statuts de Kilkenny qui ont pour but de limiter les contacts entre familles gaéliques et anglo-normandes.

## XVIesiècle
- 1536 : Henri VIII fait voter par le Parlement irlandais l'Acte de Suprématie de 1534.
- 1534-1535 : rébellion de Thomas Fitzgerald, dit « Silken Thomas ».
- 1541 :
  - fondation du royaume d'Irlande, en union personnelle avec le royaume d'Angleterre.
  - Henri VIII se proclame roi d'Irlande.
- 1569-1573 : première rébellion des Geraldines du Desmond.
- 1579-1583 : deuxième rébellion des Geraldines du Desmond.
- 1580 : Massacre de Dún an Óir
- 1594-1603 : guerre de Neuf Ans.

## XVIIesiècle
- 1601 : Bataille de Kinsale en réaction à la domination anglaise.
- 1603 : traité de Mellifont, fin de la guerre de Neuf Ans.
- 1607 : Fuite des comtes Hugh O'Neill et de Rory O'donnell après leur défaite dans la bataille de Kinsale.
- 1609 : Première phase d'expropriations pour raisons religieuses
- 1641-1642 : rébellion irlandaise.
- 1641-1653 : guerres confédérées (ou guerre de Onze Ans) entre la Confédération irlandaise et les colons anglais et écossais.
- 1649-1653 : conquête cromwellienne de l'Irlande.
- 1652 : La signature de l' Act of Settlement of Ireland impose des expropriations et diverses restrictions, pouvant aller jusqu'à la mort, aux catholiques ayant participé à la rebellion de 1641 en Ulster.
- 1684 : Incendie au chateau de Dublin
- 1689-1691 : guerre jacobite entre les partisans de Jacques II et ceux de Guillaume III.
- 1691 : 
  - défaite des jacobites à Aughrim le 22 juillet, l'une des batailles les plus meurtrières livrées sur le sol irlandais.
  - Par le Traité de Limerick, Guillaume III et Marie II autorisent Jacques II à quitter l'Angleterre, événement souvent nommé fuite des Oies sauvages

## XVIIIesiècle
- 1739-1740-1741 : Grand froid durant l'hiver 1739-1740 suivi de la famine de 1740 à 1741.
- 1795 : Abrogation des lois pénales, qui retiraient tout pouvoir à la majorité catholique du pays à travers des discriminations diverses.
- 1798 : la rébellion des Irlandais unis éclate. Une éphémère république de Connaught est proclamée le 31 aout. Malgré le soutien de la France, la révolte est réprimée dans le sang.
- 1800 : l'Acte d'Union, qui réunit le royaume d'Irlande au royaume de Grande-Bretagne, est voté.

## XIXesiècle
- 1801 : l'Acte d'Union entre en vigueur le 1er janvier.
- 1822 : Daniel O'Connell crée l'Association Catholique.
- 1828 :  Daniel O'Connell est élu au Parlement pour le Clare mais refuse de prêter serment au roi.
- 1829 : Daniel O'Connell obtient l'emancipation des catholiques et fait reconnaître leur droit à la citoyenneté.
- 1831 - 1836 : Guerre des dîmes (Tithe War).
- 1836 : le Tithe Act met fin à la guerre des dîmes.
- 1842 : Formation du mouvement de la Jeune Irlande
- 1845-1852 : la Grande Famine causée à la fois par le mildiou de la pomme de terre et la gestion britannique tue un million d'Irlandais et pousse un autre million à quitter l'île.
- 1858 : Naissance de l'Irish Republican Brotherhood.
- 1869 : désétablissement de l’Église d'Irlande.
- 1870 : Isaac Butt crée la Home Government Association pour la promotion de l'autonomie de l'île.
- 1873 : la Home Government Association devient Home Rule League.
- 1878 - 1909 : Land War ou Guerre des terres.
- 1879 : Nouvelle famine.
- 1882 : Charles Parnell fonde le Irish Parliamentary Party.

## XXesiècle
- 1905 : fondation du parti Sinn Féin parti politique nationaliste puis républicain.
- 1912 : adoption de la loi d'autonomie (le troisième Home Rule Bill)
- 1913 :
  - (janvier) création de la Ulster Volunteer Force (UVF), groupe paramilitaire unioniste
  - (novembre) création des Irish Volunteers.
  - (novembre) création de l'Irish Citizen Army, milice d’autodéfense ouvrière.
- 1914 : Création du Cumann an mBan, milice féminine nationaliste
- 1916 : 
  - (24 avril) proclamation de la République irlandaise
  - (24 - 30 avril) insurrection de Pâques.
- 1919-1921 : guerre d'Indépendance.
- 1920 : vote du Government of Ireland Act, loi du Parlement du Royaume-Uni qui organise la partition de l'île d'Irlande.
- 1922-1923 : guerre civile entre partisans et opposants au traité de Londres.
- 1922 - 1937 : État libre d'Irlande
- 1926 : création du parti politique Fianna Fáil
- 1927 - 2002 : utilisation de la deuxième livre irlandaise
- 1937 : entrée en vigueur de la Constitution de l'Irlande.
- 1939 : la république d'Irlande se déclare neutre dans la Seconde Guerre mondiale.
- 1949 : à la suite de la loi sur la république d'Irlande de 1948, le pays devient une république et quitte le Commonwealth.
- 1965 : signature d'un accord de libre-échange avec la Grande-Bretagne.
- 1972 : Bloody Sunday
- 1973 :
  - (1er Janvier) l'Irlande devient membre de la Communauté économique européenne.
  - (9 décembre) signature de l'Accord de Sunningdale.
- 1976 - 1978 : Blanket protest.
- 1978 : Dirty protest.
- Années 1980 - 1990 : Période du Tigre celtique
- 1980 : première grève de la faim de prisonniers paramilitaires républicains (53 jours).
- 1981 : deuxième grève de la faim réalisée par des prisonniers paramilitaires républicains. Elle entraîne la mort de 10 personnes dont Bobby Sands.
- 1984 : Attentat de l'IRA contre Margaret Thatcher
- 1985 :
  - Anglo-Irish Agreement
  - Fondation de la compagnie aérienne Ryanair
- 1994 : l'expression « Tigre celtique » est utilisée pour la première fois pour désigner l'Irlande pendant la période de forte croissance économique alors en cours[18].
- 1998 : 
  - (10 avril) Accord du Vendredi saint
  - (15 aout) Attentat d'Omagh

## XXIesiècle
- 2008 : Référendum sur le traité de Lisbonne
- 2010 : intervention de la Troïka pour aider la république d’Irlande à faire face à la crise de 2008